# Michael Symes
Michael Symes (Great Yarmouth, Norfolk, Inglaterra; 31 de octubre de 1983) es un exfutbolista inglés. Jugaba de delantero. Su último club fue el Southport en el año 2015.

## Trayectoria
Comenzó su carrera en las inferiores del Everton de Liverpool, jugando en el ataque junto a Wayne Rooney.
Fichó por el Bradford City, y luego de dos fallidas temporadas con el club, se trasladó al Shrewsbury Town, donde pasó a préstamo la temporada anterior.
Luego de tres temporadas en Shewsbury, se unió al Accrington Stanley en julio de 2009. En este club fue donde anotó más goles en su carrera, como resultado en el verano fue transferido al Bournemouth en el 2010.
Luego de dos años en el club, fue transferido al Leyton Orient, y luego al Burton Albion, inicialmente como préstamo, club que lo liberó en 2014.
Ya en 2015, jugó dos encuentros para el Southport.

## Clubes
| Club                        | País       | Año         |
| --------------------------- | ---------- | ----------- |
| Everton                     | Inglaterra | 2002 - 2004 |
| Crewe Alexandra (cesión)    | Inglaterra | 2004        |
| Bradford City               | Inglaterra | 2004 - 2006 |
| Macclesfield Town (cesión)  | Inglaterra | 2006        |
| Stockport County (cesión)   | Inglaterra | 2006        |
| Shrewsbury Town (cesión)    | Inglaterra | 2006        |
| Shrewsbury Town             | Inglaterra | 2006 - 2009 |
| Macclesfield Town (cesión)  | Inglaterra | 2008        |
| Bournemouth (cesión)        | Inglaterra | 2008        |
| Accrington Stanley (cesión) | Inglaterra | 2009        |
| Accrington Stanley          | Inglaterra | 2009 - 2010 |
| Bournemouth                 | Inglaterra | 2010 - 2012 |
| Rochdale (cesión)           | Inglaterra | 2012        |
| Leyton Orient               | Inglaterra | 2012 - 2013 |
| Burton Albion (cesión)      | Inglaterra | 2013        |
| Burton Albion               | Inglaterra | 2013 - 2014 |
| Southport                   | Inglaterra | 2015        |